# 大橋団地
大橋団地（おおはしだんち）は、かつて福岡県福岡市南区に立地した日本住宅公団の造成した公団住宅である。

## 概要
日本住宅公団福岡支所下において、賃貸住宅として最後にスターハウスが建設された団地であった。当団地に建設されたスターハウスには、ガラリと呼ばれるルーバー状の換気口が壁にはめ込まれており、福岡支所独自の形状をしていた。また、この形状のスターハウスは、ほかに別府団地や香椎団地でも建設されていた。2006年（平成18年）より住棟の老朽化を理由として建て替えが行われ、現在は「アーベインルネス大橋」となっている。

## 基本データ（建て替え前）
- 竣工 - 1960年（昭和35年）
- 構成 - 25棟から構成、全631戸
- 所在 - 福岡県福岡市南区大橋団地

## 住棟構成（建て替え前）
- 中層フラット棟 - 24棟（4階建て、北廊下型）
- スターハウス - 1棟（5階建て）

## 交通
- 大橋駅（西日本鉄道）より徒歩約6分。